# Mixiote
Le mixiote est un plat mexicain de viande ou de poisson cuit à la vapeur dans une feuille de maguey (Agave salmiana). C'est une spécialité d'origine préhispanique.

## Étymologie
Mixiote est un mot d'origine nahuatl composé de « metl », le maguey, et « xiotl » qui désigne la membrane de la feuille.

## Ingrédients et préparation
Le mixiote traditionnel est au poisson mais, avec le temps, de nombreuses variantes sont apparues comme les mixiotes à la viande d'agneau, de bœuf ou de lapin. Certaines versions exotiques sont à la viande d'écureuil ou aux escamoles. Quel que soit le choix de la viande, elle est accompagnée d'une sauce généralement à base de piment (piment guajillo), d'oignon, d'ail, de cannelle et d'herbes aromatiques.
Les piments sont d'abord ramollis dans l'eau bouillante puis mélangés aux autres ingrédients pour former une sauce dans laquelle la viande est laissée mariner au moins une demi-heure. Quand celle-ci est bien imprégnée des épices, elle est enveloppée dans une ou plusieurs membranes de feuille de maguey et cuite en papillote.